# 副手
副手（ふくしゅ）とは、旧制大学等で助手または助教の下にいて研究室の仕事や研究の補助の役をする人。教務職員、教務補佐員が同様のポストに該当する。
現在は、幾つかの大学で、各大学の内規により設置された職となっている。

## 旧制大学における副手
副手は助手とほぼ同様の職務内容をもった、いわば助手の代用人員とされる。
東京帝国大学では、1893年(明治26年)9月、助手の官制化に伴い分科大学無給助手規程と有給助手規程とが廃止され、分科大学通則中に以下の副手規程が設けられた。
1. 副手は無給で各分科大学(現在の学部のこと)の「教室実験場及医院」に置かれ、
2. 大学院学生、分科大学の卒業生のみが任用される資格をもち、
3. その所属する部局長の「稟申」により大学総長が「嘱託」し、
4. 職務は助手と同一とされ、
5. 2年間以上勤務し「成績アル」者には総長が「証明書」を与える[1]

副手が設けられた背景としては、官制でも定員が定められ各機関レベルで自由な任用が困難であった助手に対し、同様の職務に従事させつつも学内で随意に採用できるポストが必要とされていたためであった。その後の「副手規定」は、他の帝国大学卒業者の任用が可能とされ(1909年)、有給の副手も認められ(1911年)、さらに帝国大学卒業生だけでなく、それ以外の「相当ノ資格」をもった者も任用されうること(1919年)と改められた。
副手は他の高等教育機関にも置かれており、各機関の副手規定は多少の表現の違いはあるがほぼ同様の内容をもっていた。東京帝大以外の帝国大学でも、例外なく創設後まもなく副手に関する規程が設けられている。官立単科大学もほとんどの機関で副手をもっていたようであるし、助手ポストをもつ非大学型高等教育機関の若干にも副手は置かれていたようであった。

## 廃止と教務職員制度の誕生
1949年5月31日に施行された、人事院規則八-八 「臨時職員制度の廃止」によって、副手制度は廃止され助手に任用替えとなる。
その際助手への任用洩れとなった人たちを任用しておくための暫定的措置として、教務職員制度が生まれ、問題の本質的な解決は先送りにされた。

## 副手を設置している大学
- 学習院大学
- 文化学園大学
- 東京電機大学
- 京都造形芸術大学
- 大阪芸術大学
- 東北芸術工科大学
- 多摩美術大学
- フェリス女学院大学
- 横浜美術大学

## その他
- 日本人のノーベル賞受賞者では、湯川秀樹、朝永振一郎、下村脩[6]、本庶佑が副手職を経験している。